# 텡그리 신앙

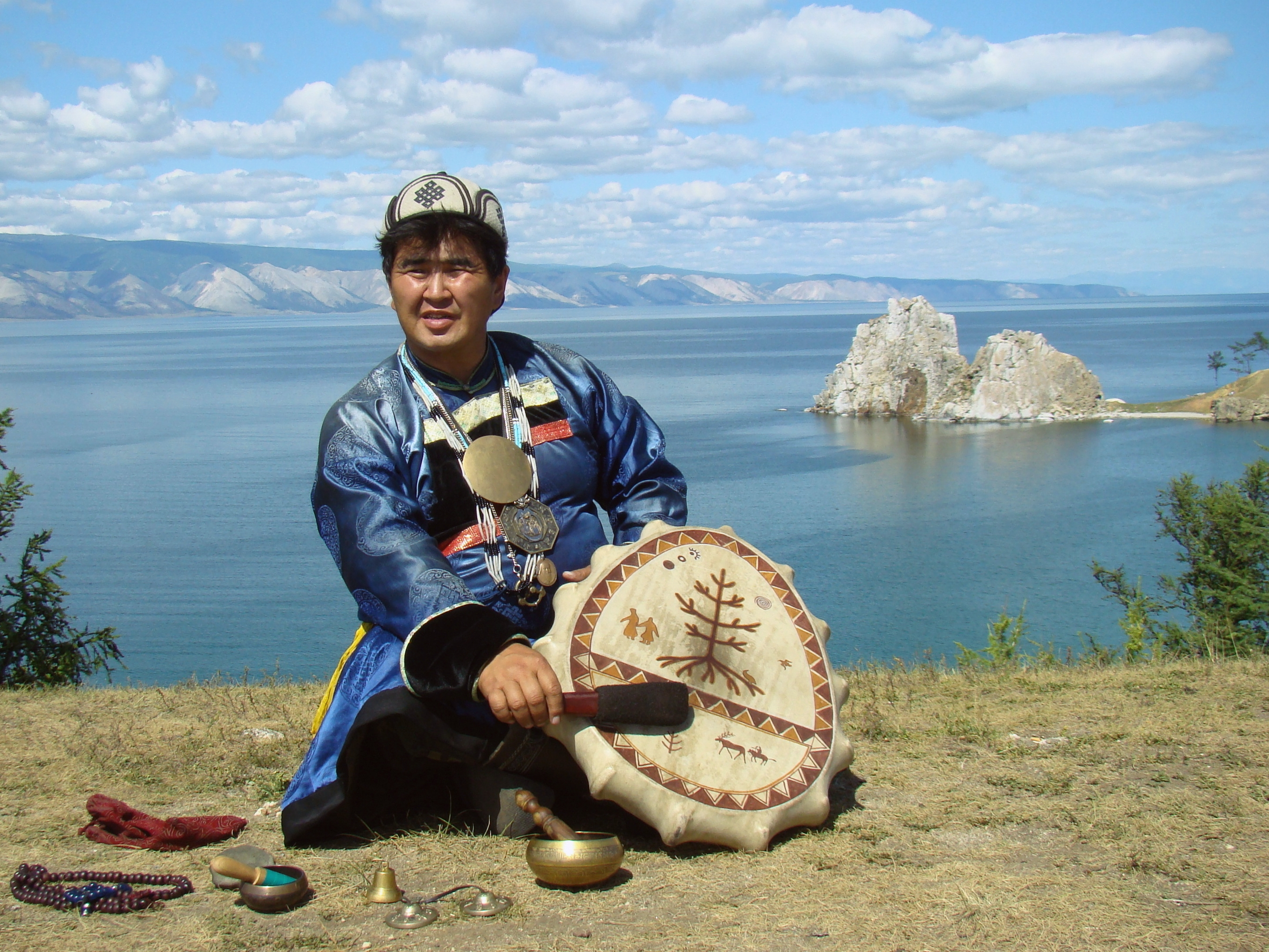
부랴트족 샤먼

돌궐 문자로 쓴 '탕리' 또는 '틍리'(불어의 'Henri(앙리)'처럼 Tenri) 오른쪽에서 왼쪽으로 읽는다.

텡그리교(영어: Tengrism) 또는 텡그리를 믿는 종교로서 텡그리 신앙은 샤머니즘, 정령 숭배, 다원주의, 조상 숭배를 특징으로 하며 현재는 중앙아시아의 전통 종교이다. 텡그리(고대 튀르크어: 𐱅𐰭𐰼𐰃)는 "신"이라는 뜻을 갖고 있다.
일반적으로 이슬람을 많이 믿는 타타르 공화국, 알타이 공화국, 사하 공화국 에서도 조직적인 부흥 운동 또한 이뤄지고 있다. 성균관대학교 사학자와 김영하 교수 등 대한민국의 학자들은 단군을 Tangri, 텡그리를 단군의 어원으로 본다. 상고 한자 발음이 많이 남아있는 안남어(安南語)로 檀 발음이 dank(단크)인 것을 보아 단어의 유사성을 볼 수 있다.

## 같이 보기
- 중화인민공화국의 종교

1. ↑  김영하,『한국고대사의 인식과 논리』 .24p